# Den mørke middelalder
Den mørke middelalder (også kaldt De mørke århundreder) er en historiografisk betegnelse, der især i ældre tider er blevet brugt om den periode der bedst kendes som europæisk tidlig middelalder og som omfatter perioden fra år 476 til ca. år 1000, hvor Europa oplevede en både demografisk, kulturel og økonomisk tilbagegang efter Det Vestromerske Riges fald.
Termen anvender traditionel lys-versus-mørke billedsprog til at skabe kontrast mellems periodens "mørke" (mangel på optegnelser) i forhold til tidligere og efterfølgende "lyse" periode (større mængder af optegnelser og skriftlige kilder). Konceptet om "den mørke middelalder" stammer fra 1330'erne med den italienske lærde Francesco Petrarca, der betragtede den post-romerske periode som "mørk" i forhold til lyset i antikken. Termen "den mørke middelalder" stammer fra latin; saeculum obscurum, der blev brugt første gang af Caesar Baronius i 1602 om den tumultariske periode i 900- og 1000-tallet. Konceptet kom til at karakterisere hele middelalderen som en periode med intellektuelt mørke mellem Romerriget og renæssancen; dette blev særlig populært og udbredt under oplysningstiden i 1700-tallet.
I takt med at periodens nyskabelser og bedrifter blev bedre forstået i 1700- og 1900-tallet, begyndte lærde og forskere at begrænse brugen af "den mørke middelalder" til omtale af tidlig middelalder (ca. 400-1000). Størstedelen af moderne forskere undgår fuldstændigt at bruge termen som følge af dens negative associationer, da de finder den både misvisende og forkert. Den oprindelige definition bliver fortsat brugt, og i populærkulturen anvendes "den mørke middelalder" ofte til at afbilde middelalderen som en periode med tilbagegang, hvorved der sker en udvidelse af termens brug og anvendelse.

## Historien om idéen
Idéen De mørke århundreder blev skabt af den italienske humanist Francesco Petrarca (på engelsk kaldet Petrarch), oprindelig brugt som en kritik af den måde latin var blevet brugt i den sene latinske litteratur. Den var derfor en del af en samfundskritik hvor opfattelsen af det latinske sprogs forfald til vulgærlatin og folkesprog var et vigtigt element. Senere historikere udvidede denne term til ikke kun at omfatte den litteratur der blev skrevet, men også den generelle mangel på litteratur i det hele taget. I populærkulturen har idéen udviklet sig til en opfattelse af hele perioden som særligt tilbagestående.
Petrarca skrev at historien havde to perioder: Først den klassiske græsk-romerske, som blev efterfulgt af en mørk tid, som han mente at hans egen var en del af. Han var del af et humanistisk miljø der troede på at det romerske imperium ville genopstå en dag, og at dets kulturelle renhed ville blive genopvækket. Idéen om en mørk tidsalder var derfor en del af en kampagne der ved at bagtale den umiddelbare fortid skulle understøtte den klassiske litteratur, og var dermed ikke baseret på en objektiv historisk analyse.
Omkring 1400 mente humanister som Leonardo Bruni at de levede på tærsklen til en tredje periode, den moderne. Den periode som Petrarca havde kaldt mørk, var derfor en overgangsfase mellem antikken og den nye tid, og blev kaldt middelalderen. Det ældst kendte eksempel på denne betegnelse stammer fra Flavio Biondo omkring 1439. Senere historikere udvidede udtrykket til også at gælde en kulturel nedgang, da de mente at den kultur der fandtes i Romerriget,var den efterfølgende periodes langt overlegen.

### Vendepunkt
I begyndelsen af 19. århundrede blev den negative opfattelse af middelalderen vendt i den romantiske strømning. Udtrykket gotisk, der indtil for nylig i oplysningstiden var blevet brugt på samme måde som vandal bliver i dag, fik nu en positiv betydning. En ny gotisk strømning inden for kunst og litteratur begyndte at sværme for middelalderen, der nu blev beskrevet som en idyllisk troens tidsalder og et modstykke til rationalisme og oplysning. Middelalderen blev af romantikerne gjort til en ridderlig guldalder, hvor verden stadig var i social harmoni og den åndelige inspiration stadig levende.
Denne reaktion opstod først og fremmest i en afstandtagen til den gryende industrielle revolution og modernismens frembrud. Romantikerne fokuserede dog mest på perioden fra højmiddelalderen til den tidlig moderne tid, der var Petrarcas egen samtid. Denne nye strømning medførte at betegnelsen "Den mørke middelalder" blev adskilt fra denne sene periode og nu kun brugt til at beskrive århundrederne lige efter Romerrigets fald.

### Akademisk brug
Da den moderne historieforskning inden for middelalder begyndte i det 19. århundrede, blev betegnelsen "Den mørke middelalder" stadig benyttet med alle dens kritiske overtoner. Og Gibbons afsmag for denne præsteinficerede, overtroiske og mørke tid fik lov til at præge forskningen længe. Begyndelsen af det 20. århundrede gav dog plads til en gennemgribende revurdering af synet på middelalderen, hvor der blev sat spørgsmålstegn ved opfattelsen af perioden som formørket.
Betegnelsen Den mørke tid begyndte i stedet at blive brugt af historikere som en mere neutral beskrivelse af kildesituationen, da begivenhederne i perioden kun er meget dårligt belyst af de få skriftlige kilder. Mørket beskriver derfor vores viden om den tid, og ikke datidens liv som sådan. Og forskningen kunne blotlægge at dele af det tidligere romerske rige oplevede perioder der af eftertiden er blevet beskrevet som guldalder; det gælder for eksempel i det byzantiske kejserrige samt de islamiske områder under umayyaderne og abbasiderne.
Selv denne neutrale brug af termen er i tiden efter 2. verdenskrig blevet afvist som fejlagtig; først og fremmest fordi det er usikkert om det overhovedet er muligt at bruge en term ladet med så mange fordomme i en neutral betydning. En anden grund er den eksplosion af indsigt i middelalderens historie og liv, som forskningen i løbet af 20. århundrede har bragt, og som har betydet at perioden længere ikke fremstår så "mørk" i betydningen ubelyst.
"Den mørke middelalder" har på denne måde indtil nyere tid været brugt at beskrive hele middelalderen som en periode præget af nedgang. Den senere tids arkæologi har derimod vist at den mørke middelalder slet ikke var en periode præget af kulturel tilbagegang; derfor har andre periodiseringer erstattet de gamle, og i dag bruges betegnelserne senantikken, tidlig middelalder og til dels folkevandringstiden om den europæiske historie, mens Germansk jernalder og vikingetiden bruges mest i Skandinavien.
De fleste moderne historikere afviser tanken om en mørk middelalder, og argumenterer med at denne idé selv er baseret på uvidenhed og de populære stereotyper, som renæssancehumanisterne var præget af.

## Almen opfattelse i moderne tid
Udtrykket "Den mørke middelalder" bliver stadig brugt i populærkulturen og giver stadig middelalderen et skær af kulturel tilbagegang. Petrarcas ideologiske kampagne, der skulle farve den umiddelbare fortid i et negativt lys, fungerede således så godt at budskabet stadig er udbredt næsten 700 år senere. Hans og humanisternes mål med at genoplive antikkens kultur blev institutionaliseret i de nyoprettede universiteter, og idealiseringen af den græsk-romerske kultur vedblev med at være basis for humanismen de næste mange århundreder. Det betyder at studerende den dag i dag stadig er mere bekendt med de græske filosoffers værker end med deres middelalderlige efterfølgere, som fx Peter Abelard og William af Ockham.
Studiet af antikken nød længe en langt større grad af prestige end studiet af middelalderen. Den første middelalderhistoriker Charles Homer Haskins blev for eksempel først anerkendt i begyndelsen af det 20. århundrede. I film og litteratur bruges udtrykket "Den mørke middelalder" eller idéen om den stadig ofte til at beskrive en tidsalder, der var mindre civiliseret end vores egen; en film som Monty Python and the Holy Grail følger for eksempel traditionen fra Don Quixote i sin humoristiske skildring af ridderlivet.
Det formidlingsarbejde moderne historikere har gjort betyder dog at opfattelsen af hvad middelalderen var, er ved at ændre sig og at perioden anerkendes på baggrund af de selvstændige kvaliteter den besad.